# Elaphropeza maculata
Elaphropeza maculata är en tvåvingeart som beskrevs av Raffone 2001. Elaphropeza maculata ingår i släktet Elaphropeza och familjen puckeldansflugor. Inga underarter finns listade i Catalogue of Life.